# Soliman Pascha

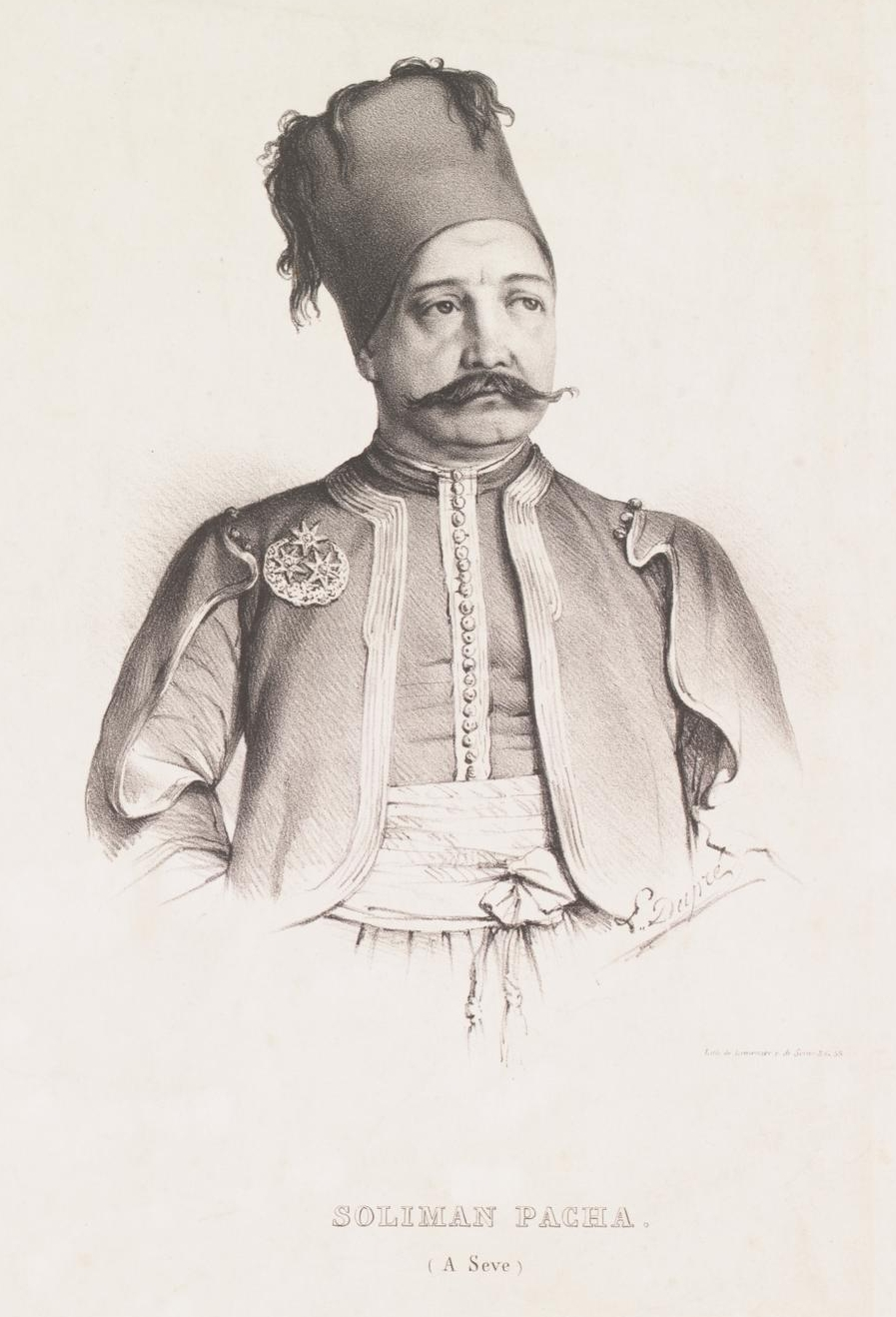
Porträt von Süleyman Pascha (1825)

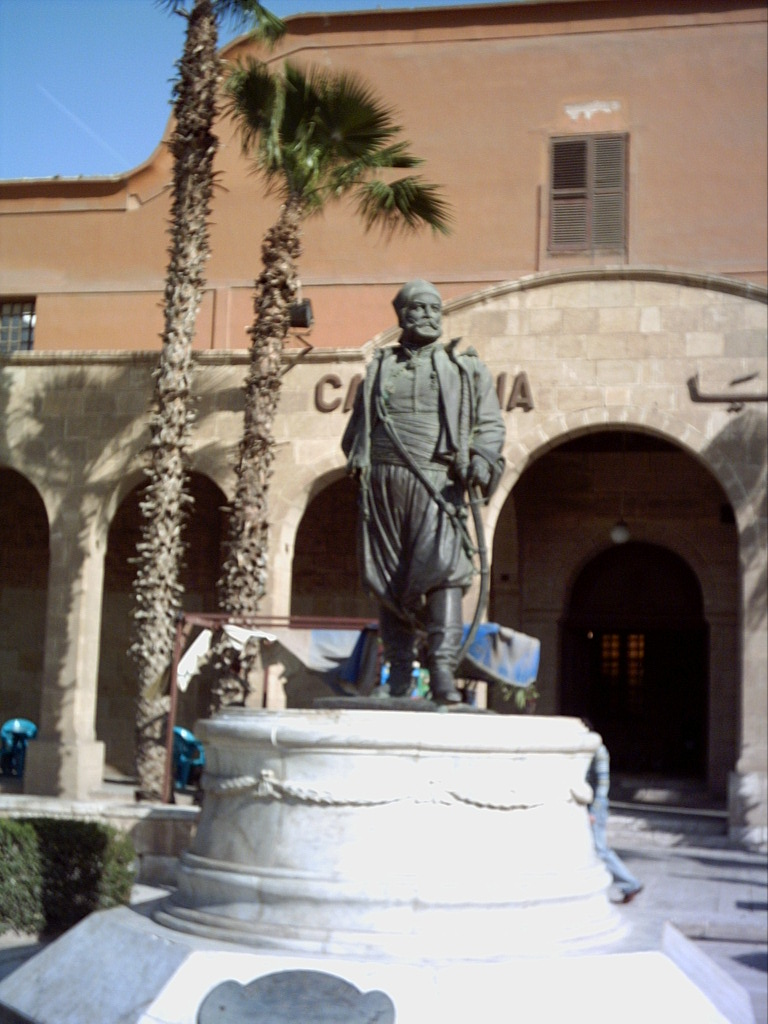
Die Statue Soliman Paschas befindet sich heute vor dem Eingang des ägyptischen Militärmuseums. Ursprünglich wurde die Statue auf dem Sulaymān-Pascha-Platz, dem heutigen Talʿat-Harb-Platz, errichtet. Nach dem Sturz der Monarchie in Ägypten wurde sie an diese Stelle versetzt. Die Statue wurde 1874 vom französischen Bildhauer Henri-Alfred Jacquemart entworfen. Sie ist aus Bronze und lebensgroß.

Soliman Pascha (türk. Süleyman Paşa, arab. Sulaymân Pasha;  * 1788 als Joseph Anthelme Sève in Lyon; † 1860 in Kairo) genannt al-Faransawî („der Franzose“) war ein französisch-ägyptischer Offizier.

## Leben
Joseph Anthelme Sève war 1803 bis 1814 Soldat in der französischen Armee und zuletzt Adjutant von Marschall Grouchy. 1815 ging er nach Ägypten, welches zu der Zeit durch Muhammad Ali Pascha beherrscht wurde. Dort diente er im Stab Ibrahim Paschas, des Sohns Muhammad Ali Paschas. Unter der Leitung Joseph Anthelme Sèves wurde die ägyptische Armee modernisiert. Die von ihm modernisierte Armee konnte im Osmanisch-saudischen Krieg (1811–1818) die Wahhabiten in Arabien schlagen, entlang des Nils nach Sudan vorstoßen und die Griechische Revolution (1821–1829) bekämpfen. 1823 wurde Joseph Anthelme Sève zum Bey ernannt. 1824–27 kämpfte er unter Ibrahim Pascha in Morea (Peloponnes). 1831 wurde er Generalmajor. Als solcher kämpfte er in der Armee Ibrahim Paschas gegen die Osmanische Armee. Er zeichnete sich 1832 in der Schlacht von Konya aus und wurde zum Pascha ernannt.